# 亚丝明·哈珀
亚丝明·哈珀（英語：Yasmin Harper，2000年7月28日—），英国女子跳水运动员，2022年欧洲游泳锦标赛女子3米跳板铜牌得主、2023年世界游泳锦标赛女子双人3米跳板银牌得主。